# Клоака

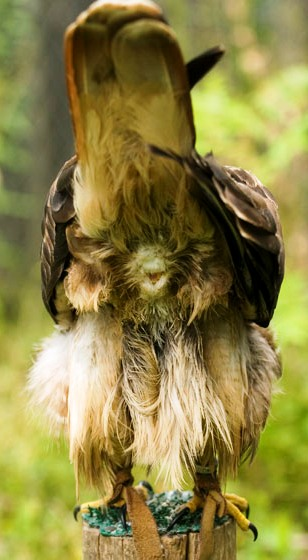
Клоака канюка неоарктичного

Клоа́ка (від лат. cloaca — «труба для протоку нечистот», канал, стік, шлунок, черево; пов'язане з лат. cluo — чищу) — розширена кінцева частина задньої кишки у деяких хребетних тварин. Стінка клоаки вистелена багатошаровим епітелієм. У клоаку відкриваються сечоводи, статеві протоки (сім'япроводи чи яйцеводи) і сечовий міхур. Клоака є у деяких круглоротих (міксин) і риб (акул, скатів, дводишних, іглиць), у всіх земноводних, плазунів, птахів, а з ссавців — у клоачних. У інших ссавців клоака є тільки на початку зародкового розвитку, потім вона розділяється на сечостатевий синус і кінцевий відділ прямої кишки, які відкриваються самостійними отворами — сечостатевим і задньопроходним (анальним). З вигину черевної стінки клоаки у земноводних утворюється сечовий міхур, а у зародків амніот — алантоїс.
У птахів у верхній частині клоаки в певний віковий період розвивається лімфотворний орган — сумка Фабриція.

## Як аномалія розвитку
- Персистуюча клоака, уроджена клоака — вада зародкового розвитку у дівчаток, яка проявляється злиттям прямої кишки, піхви та сечівника в один орган.